# Heinrich Leo
Pour les articles homonymes, voir Leo.
Heinrich Leo, né en mars 1799 à Rudolstadt et mort le 24 avril 1878 à Halle-sur-Saale, est un historien allemand.

## Biographie
Heinrich Leo naît le 17 mars ou 19 mars 1799 à Rudolstadt.
De 1816 à 1819, il étudie dans les universités de Breslau, Iéna et Göttingen, se consacrant plus particulièrement à l'histoire, à la philologie et à la théologie. Il prend une part active au mouvement de la Burschenschaft et à la fête de la Wartburg mais, devenu privat-docent, il prend une
attitude opposée et antidémocratique (1820). En 1822, il se rend à Berlin, où il est un disciple enthousiaste de Georg Hegel. Il devient hégélien fanatique, puis adversaire résolu de l'hégélianisme. Il professe à l'université de Berlin (1824), puis à celle de Halle (1828). Ses premières œuvres sont : Uber die Verfassung der lombardischen Stœdte (Rudolstadt, 1820); Entwickelung der Verlassung der lombardischen Stœdte (Hambourg, 1824); Gesch. des jûdischen Staats (Berlin, 1828); elles sont d'esprit rationaliste. Leo a ensuite une crise de mysticisme réactionnaire qui se reflète dans Handbiteh der Gesch. desMittelalters (Halle, 1830). Après deux grands ouvrages d'une réelle valeur Gesch. der italienischen Staaten (Hambourg, 1829-30; 5 vol.) et Zwœlf Bûcher niederlœndischer Geschichten (Halle, 1832-35, 2 vol.), il se consacre à la polémique réactionnaire dans ses nombreux articles de journaux, dans ses brochures et dans des ouvrages d'ensemble Studien und Skizzen zu einer Naturgeschichte des Staats (Halle, 1833); Lehrbuch der Universalgeschichte (1835-44, 6 vol.; 3e éd.,1849-56); Leitfaden für den Unterricht der Universalgeschichte (1838-40, 4 vol.); Vorlesungen über die Gesch. des deutschen Volks und Reichs (1854-57-, 5 vol.). Il exerce une influence sur la politique prussienne après 1850, mais disparait de la scène à la suite d'une maladie cérébrale. Il rédige aussi de bons travaux de philologie germanique et celtique, un glossaire anglo-saxon (Halle, 1872-77) et des souvenirs de jeunesse (Aus meiner Jugendzeit; Gotha, 1880).
Heinrich Leo meurt le 24 avril 1878 à Halle.